# Миротворча діяльність
Миротво́рча дія́льність полягає у використанні легко озброєних багатосторонніх сил для роз'єднання ворогуючих сторін.

## Сутність
Миротворча діяльність відрізняється від здійснення колективної безпеки обмеженим мандатом, орієнтацією на збереження нейтралітету і необхідністю згоди сторін, на чиїх територіях розміщені миротворчі сили.